# Przymus prosty
Przymus prosty jest najprostszym przykładem przymusu w brydżu. Aby doszło do przymusu prostego, jeden z obrońców musi mieć w ręce dwa zatrzymania, rozgrywający musi posiadać dwie groźby w tych samych kolorach i przynajmniej jedna groźba musi znajdować się za zatrzymaniem.
Przykład 1.
```
                     ♠ A W
                     
♥
 K
                     
♦
 -
                     ♣ - 
          ♠ K D               nieistotne
          
♥
 A                 
          
♦
 -                 
          ♣ -          
                     ♠ 4
                     
♥
 6
                     
♦
 -
                     ♣ A
```

Po zagraniu asa trefl, obrońca W staje w przymusie, zrzucenie honoru pikowego pozwala na wykorzystanie waleta w tym kolorze, zrzucenie asa kier pozwala na wykorzystanie króla w tym kolorze. Obie groźby (walet pik i król kier) znajdują się za zatrzymaniami, jeżeli zamienilibyśmy ręce obrońców, sytuacja przymusowa nie zaistniałaby, gdyż rozgrywający zostałby zmuszony do wyrzucenia z dziadka groźby przez tym jak obrońca zostałby zmuszony do odrzucenia zatrzymania. Ten typ przymusu nazywamy przymusem pozycyjnym.
Przykład 2.
```
                     ♠ A W
                     
♥
 6
                     
♦
 -
                     ♣ - 
          ♠ K D               nieistotne
          
♥
 A                 
          
♦
 -                 
          ♣ -          
                     ♠ 4
                     
♥
 K
                     
♦
 
                     ♣ A
```

W tym przykładzie, po zagraniu asa trefl w przymusie staje obrońca W, ale gdyby zamienić ręce obrońców, w przymusie stanąłby także gracz na E, dzieje się tak, gdyż jedna z gróźb znajduje się w ręce rozgrywającego, a więc jest zawsze "za" zatrzymaniem.
Odmianą przymusu prostego jest przymus wiedeński.